# P.A. Works
P.A. Works Inc. (株式会社ピーエーワークス, Kabushiki-gaisha Pī Ē Wākusu, encurtando para Progressive Animation Works) é um estúdio de animação fundado em 10 de Novembro de 2000 e está localizada em Nanto (Toyama), Japão. O presidente da companhia e fundador  Kenji Horikawa havia trabalhado anteriormente na Tatsunoko Production, Production I.G, e na Bee Train antes de fundar a P.A. Works em 2000. A sede da empresa está localizada em Toyama, Japão, onde são feitos os desenhos e a produção e direção da sede de Tokyo. A Companhia colaborou com animações em videogames, depois colaborou com os estúdios Production I.G e Bee Train com animes. Em Janeiro de 2008, P.A. Works produziu True Tears, sendo a primeira série de animação do estúdio.

## Series produzidas

### TV
True Tears
- Transmissão Original: 6 de Janeiro de 2008 – 30 de Março de 2008
- Gêneros: Drama, Romance, Slice of life
- Episódios: 13 x 24 minutos
- Adaptação da visual novel da La'cryma.

Canaan
- Transmissão Original: 4 de Julho de 2009 – 26 de Setembro de 2009
- Gêneros: Ação
- Episódios: 13 x 24 minutos
- Baseado na visual novel de Nintendo Wii, 428: Fūsa Sareta Shibuya de criada pela Type-Moon.

Angel Beats!
- Transmissão Original: 3 de Abril de 2010 – 26 de Junho de 2010
- Gêneros: Ação, Comedia, Drama, Fantasia
- Episódios 13 x 24 minutos
- Historia criada originalmente por Jun Maeda.

Hanasaku Iroha
- Transmissão Original: 3 de Abril de 2011 – 25 de Setembro de 2011
- Gêneros: Drama, Slice of life, Romance
- Episódios 26 x 24 minutos
- Historia criada originalmente por Mari Okada.

Another
- Transmissão Original: 9 de Janeiro de 2012 - 27 de Março de 2012
- Gêneros: Horror, Mistério
- Episódios 12 x 24 minutos
- Baseado na Novel de Yukito Ayatsuji.

Tari Tari
- Transmissão Original: 1 de Julho de 2012 - 23 de Setembro de 2012
- Gêneros: Drama, Slice of life
- Episódios 13 x 24 minutos
- Historia originalmente criada por Evergreen.

Red Data Girl
- Transmissão Original: 16 de Março de 2013 – 1 de Junho de 2013
- Gêneros: Fantasia, Drama, Romance
- Episódios: 12 x 24 minutos
- Baseado na novel de Noriko Ogiwara.

Koitabi: True Tours Nanto
- Transmissão Original: 28 de Abril de 2013
- Gêneros: Romance
- Episódios: 6 x 7 minutos
- Historia originalmente criada por Mari Okada.

Hepburn: Uchouten Kazoku
- Transmissão Original: 7 de Julho de 2013 – 29 de Setembro de 2013
- Gêneros: Comedia, Fantasia
- Episódios: 13 x 24 minutos
- Baseada na novel de Tomihiko Morimi.

Nagi no Asukara
- Transmissão Original: 3 de outubro de 2013 – 3 de Abril de 2014
- Gêneros: Drama, Romance, Fantasia
- Episódios: 26 x 24 minutos
- Projeto feito por Buriki e Dengeki Daioh
- Historia originalmente criada por Mari Okada.

Glasslip
- Transmissão Original: 3 de Julho de 2014 – 25 de Setembro de 2014
- Gêneros: Drama, Romance, Slice of life
- Episódios: 13 x 24 minutos

Shirobako
- Transmissão Original: 9 de Outubro de 2014 – 26 de Março de 2015
- Gêneros: Comedia, Drama
- Episódios: 24 x 24 minutos

Charlotte
- Transmissão Original: 5 de Julho de 2015 - 27 de Setembro de 2015
- Gêneros: Drama, Superpoderes e Escolar
- Episódios: 13 x 24 minutos

### Filmes
Professor Layton and the Eternal Diva
- 19 de Dezembro de 2009
- Gêneros: Aventura, Mistério
- Co-Produção com OLM, Inc.
- Continuação da série de videogame Professor Layton.

Mai no Mahou to Katei no Hi
- 20 de fevereiro de 2011
- Gêneros: Drama, Família

Bannou Yasai Ninninman
- 5 de Março de 2011
- Gêneros: Fantasia
- Em colaboração com Japanese Animation Creators Association para o treinamento de jovens animadores.

Hanasaku Iroha
- 30 de Março de 2013
- Gêneros: Comedia, Drama
- Sucessor de Hanasaku Iroha.

### Animes (TV) que produziu parcialmente
- Blood+: Animação
- Darker than Black: Assistente de Produção
- Eureka Seven: Animação
- Immortal Grand Prix (segunda temporada): Animação, Animações Chave, Assistente de produção
- Le Chevalier D'Eon: Animação
- Mushishi: Animação
- Spider Riders Assistente em todos os episódios da primeira temporada
- Tsubasa Chronicle: Co-Produção (em certos episódios)

### Filmes que produziu parcialmente
- .hack//Liminality (Associação de produção)
- Doraemon the Movie: Nobita's New Great Adventure into the Underworld - The Seven Magic Users
- Evangelion: 1.0 You Are (Not) Alone
- Fullmetal Alchemist the Movie: Conqueror of Shamballa
- Ghost in the Shell: Stand Alone Complex - Solid State Society: Animação, Assistente de Produção
- Sword of the Stranger

### Video games que produziu parcialmente
- Professor Layton and the Curious Village
- Professor Layton and Pandora's Box
- Professor Layton and the Unwound Future
- Professor Layton and the Last Specter
- Professor Layton and the Miracle Mask
- Triggerheart Exelica -Enhanced-
- Wild Arms 3 com Bee Train

## Referencias
1. ↑  «P.A. Works work list» (em japonês). P.A. Works company info. Consultado em 19 de fevereiro de 2008
2. ↑  «RDG -Red Data Girl-». P.A. Works. Consultado em 22 de julho de 2012
3. ↑  «RDG Red Data Girl Fantasy Novels Have Anime in the Works». Anime News Network. 17 de dezembro de 2011. Consultado em 22 de julho de 2012
4. ↑  «True Tears' P.A. Works Makes True Tours Nanto Anime Short». Anime News Network
5. ↑  «P.A. Works' Uchōten Kazoku Anime Teaser Streamed». Anime News Network. 21 de março de 2013. Consultado em 26 de março de 2013